# Eleanor Dark
Pour les articles homonymes, voir Dark.
Eleanor Dark, née le 26 août 1901 à Sydney, morte le 11 septembre 1985 à Katoomba, est une femme de lettres australienne. Deux de ses romans, Prelude to Christopher, publié en 1934, et Return to Coolami, publié en 1936, ont été récompensés par  l’ALS ( Australian Literature Society), recevant l’ALS  Gold Medal for literature. Son œuvre la plus connue est  The Timeless Land, publiée en 1941.

## Biographie
Eleanor Dark est la deuxième des trois enfants du poète, écrivain et parlementaire Dowell Philip O'Reilly et de sa femme, Eleanor Grace. Elle étudie  à Cremorne (au nord-est du port de Sydney) et est connue comme Pixie O'Reilly. Echouant à entrer à l’Université, en raison d’un niveau insuffisant en mathématique, elle apprend la dactylographie et  accepte, en sortant de ses études, un emploi de secrétaire.
En février 1922, elle épouse le docteur Eric Payten Dark, veuf, médecin, auteur d’articles et d’ouvrages  sur la politique et la médecine. Elle devient  la belle-mère de son fils, âgé de deux ans. Eric Dark, de douze ans son aîné, a fait partie du contingent australien pendant la Première Guerre mondiale. C’est désormais un militant actif du parti travailliste australien en Nouvelle-Galles du Sud, et est un socialiste convaincu.  Ils vivent à Katoomba, en Nouvelle-Galles du Sud, et plus précisément  dans la chaine de montagne des Blue Mountains, une région réputée pour ses paysages,,. En février 1929, un fils naît, prénommé Michael.
Eleanor Dark mène une vie paisible à Katoomba, une existence de femme de lettres et de femme au foyer.  Elle y écrit la plupart de ses dix romans dans les années 1930 et 1940. Mais le couple est accusée de communisme et est même surveillé par l’Australian Security Intelligence Organisation, dans ces années 1940 et la décennie suivante, marquée par la guerre froide. Eleanor et surtout son mari Eric Dark, engagé à gauche mais non communiste, préfèrent se retirer, dans cette période, de la vie publique,.  
Dans les années 1950, la famille Dark achète une ferme à Montville, dans le Queensland, où ils passent une partie de l'année pendant sept ans. Eleanor y écrit à la fin des années 1950 sa dernière œuvre publiée, Lantana Lane.  Ces séjours dans le Queensland leur permettent  d'échapper aux critiques et calomnies à leur encontre dans l’atmosphère anti-communiste  qui prévaut pendant le gouvernement de Robert Menzies. La situation se détend dans les années 1960. En 1977, elle est nommée Officier de l'Ordre d'Australie ,.
Dans ses dernières années, Eleanor Dark souffre d'arthrose et de dépression, et vit souvent seule à l'étage de sa maison. Elle meurt en 1985, âgée de 84 ans. Son mari meurt deux ans plus tard.
Michael Dark hérite de la maison familiale 'Varuna' à Katoomba, qui est transformé en 1988 en un centre pour les écrivains, géré par la Fondation Eleanor Dark, Michael Dark en restant président. Le centre est connu également sous le nom de : Varuna - Maison des écrivains.

## Œuvres
Publié en 1934,  Prelude to Christopher couvre les quatre jours qui suivent un accident de voiture où un médecin est grièvement blessé, la lutte de ses proches avec leurs espoirs, et  leurs inhibitions. Il traite de l’eugénisme et de la folie. Edité deux ans plus tard et situé lui aussi dans les années 1930, Return to Coolami est l'histoire d'un voyage en voiture à deux jours de Sydney, dans les Blue Mountains, vers Katoomba. Pour chacun des occupants, ce trajet devient un voyage intérieur.  L’auteur s’est vu décerner l’ALS  Gold Medal for literature, pour chacune de ces deux œuvres.
Mais l’œuvre la plus connue de Eleanor Dark est The Timeless Land, paru en 1941, la première partie d'une trilogie, avec Storm of Time, paru en  1948 et No Barrier diffusé en 1953. Cette trilogie  reflète  cette quête  de l'identité nationale, un trait fondamental de la littérature australienne au XXe siècle : l’Australie n’est plus une nation sans histoire. Le premier volume de la trilogie Dark, The Timeless Land, raconte le début de la colonisation de l’Australie par les blancs, la dureté de ce régime colonial et les souffrances endurées par les aborigènes. Il  a fortement contribué à la notoriété de son auteur en Australie, et à l’étranger. Une génération d'étudiants australiens a appris l'histoire de son pays à travers ce récit romancé dont l’action se situe aux débuts de la colonisation européenne. L’ouvrage a fait partie des programmes scolaires, notamment en Nouvelle-Galles du Sud.
Dans ces publications, Eleanor Dark utilise des techniques de narration modernes, avec, notamment une multiplicité des points de vue, et une compression des temporalités. Elle aborde différents genres romanesques, des époques et des thèmes diversifiés, même si d’un ouvrage à l’autre, ses idées sociales et féministes réapparaissent.

## Principaux romans publiés
- Slow Dawning (1932)
- Prelude to Christopher (1934)
- Return to Coolami (1936)
- Sun Across the Sky (Le soleil à travers le ciel) (1937)
- Waterway (Voie navigable). (1938)
- The Little Company (La petite entreprise) (1945)
- The Timeless Land (La terre éternelle) (1941)
- Storm of Time(La tempête du temps) (1948)
- No Barrier (Aucune barrière) (1953)
- Lantana Lane (1959)